# Mathilde de Saxe (1172-1209)
Mathilde de Saxe, ou Richenza de Saxe (1172-13 janvier 1209), est une princesse de la dynastie Welf, comtesse du Perche puis dame de Coucy par ses deux mariages.

## Biographie
Richenza/Mathilde est l'aînée des enfants du duc de Saxe Henri le Lion et de Mathilde d'Angleterre, fille du roi Henri II d'Angleterre et d'Aliénor d'Aquitaine. Elle a une demi-sœur aînée issue du premier mariage de son père, Gertrude, duchesse de Souabe puis reine de Danemark, et trois frères cadets, Henri IV du Palatinat, Otton IV du Saint-Empire et Guillaume de Lunebourg. Elle reçoit d'abord le prénom de Richenza en hommage à sa grand-mère paternelle Richenza de Nordheim.
Lorsque son père est privé de ses fiefs en 1182, la famille se réfugie en Angleterre à la cour du roi Henri II, où Richenza adopte le nom de sa mère, Mathilde. Elle reste à la cour même après le retour de ses parents à Brunswick en 1185.
En 1184, Mathilde est fiancée avec le roi d'Écosse Guillaume le Lion, mais le pape refuse de leur accorder une dispense de consanguinité et le projet reste sans suite. Une alliance avec le roi Béla III de Hongrie est également envisagée. Après la mort de son grand-père en 1189, son oncle Richard Cœur de Lion arrange son mariage avec Geoffroy III de Perche , héritier d'un domaine stratégique en Normandie et soldat de la troisième croisade. Elle reçoit en dot des manoirs dans le Suffolk, l'Essex et le Kent. Le couple a deux fils :
- Thomas du Perche (1195-1217), comte du Perche [3],
- Thibaut, diacre à la cathédrale de Tours [3].

Durant l'emprisonnement de Richard Cœur de Lion, Geoffrey se range aux côtés de Jean sans Terre. Après la libération du roi en février 1194, Geoffrey est temporairement emprisonné et ses biens sont confisqués. Il est de nouveau libre à l'automne 1195 et ses propriétés sont restituées. Geoffrey, avec son jeune frère Étienne du Perche, répond à l'appel pour combattre la quatrième croisade. Alors qu'il se prépare pour l'expédition, il tombe soudainement malade et meurt en avril 1202. Mathilde assiste à ses funérailles à la cathédrale Notre-Dame de Chartres et fonde l'abbaye des Clairets à Nogent-le-Rotrou en commutation des vœux de croisade de son époux .
Mathilde gère le comté du Perche et ses domaines anglais au nom de son fils Thomas et fait preuve d'un sens politique considérable en réussissant à préserver ses propriétés de l'avidité de son oncle le roi Jean. En 1204, elle épouse Enguerrand III de Coucy. Le couple n'a pas d'enfant.
Mathilde meurt en janvier 1209, et son oncle le roi Jean d'Angleterre s'empare de ses domaines anglais.